# Nebria gibbulosa
Nebria gibbulosa (лат.) — вид жуков-жужелиц из подсемейства плотинников. Распространён на Курильских островах (Итуруп, Уруп) и в Японии. Длина тела имаго 13,4—14,3 мм. Спинная сторона тела тёмно-бурая или чёрная, без синего металлического отлива.

## Классификация
Выделяют 2 подвида:
- Nebria gibbulosa gibbulosa Motschulsky, 1860
- Nebria gibbulosa shiretokoana Nakane, 1960